# ناوچه کلاس فلاور
ناوچه کلاس فلاور (به انگلیسی: Flower-class corvette) یک کلاس از کشتی است که طول آن ۲۰۵ فوت (۶۲٫۵ متر) می‌باشد.